# Stubbekøbing-Nykøbing-Nysted Banen
Stubbekøbing-Nykøbing-Nysted Banen (SNNB) var et dansk privatbaneselskab, der drev jernbanestrækningerne Nykøbing Falster-Nysted (også kaldet Nystedbanen) og Stubbekøbing-Nykøbing Falster (også kaldet Stubbekøbingbanen). De fungerede som to oplandsbaner til Nykøbing, idet der ikke var gennemgående tog mellem Stubbekøbing og Nysted.

## Historie
SNNB fik sit lovgrundlag i den store jernbanelov fra 1908, som indeholdt en bane "fra Nysted over Nykøbing Falster til Stubbekøbing". Koncessionen blev udstedt 5. november samme år. Den næste store jernbanelov fra 1918 indeholdt to projekter, der kunne have givet forbindelse i begge ender: Stubbekøbing-Nørre Alslev-Guldborg-banen og Rødby-Nysted Jernbane. Som de fleste andre projekter i 1918-loven blev disse to baner dog ikke anlagt.

## Strækningsdata
Nykøbing Falster-Nysted:
- Åbnet: 13. december 1910 (gratis kørsel de første to dage, officiel start først 15. december) – de første roetog kørte allerede i efteråret mellem Kettinge og Nykøbing
- Længde: 17,1 km
- Mindste kurveradius: 500 m
- Største stigning: 5 ‰
- Nedlagt: persontrafik 27. maj 1961, godstrafik 31. marts 1966

Stubbekøbing-Nykøbing Falster:
- Åbnet: 26. maj 1911
- Længde: 27,1 km
- Mindste kurveradius: 250 m
- Største stigning: 7 ‰
- Nedlagt: 31. marts 1966

Begge strækninger havde normalspor (1.435 mm), skinnevægt 22,5 kg/m. og maks. hastighed 45 km/t, fra 1948 75 km/t. Banen var uindhegnet.

## Standsningssteder
- Stubbekøbing station i km 0,0 med drejeskive, remise og værksted.
- Åstrup billetsalgssted og sidespor i km 4,2. Trinbræt fra nytår 1963.
- Særslev trinbræt i km 6,8 med læssespor og -rampe for roer.
- Horbelev station i km 8,5 med svinefold og sidespor til privat pakhus.
- Meelse trinbræt i km 10,2 fra 1927 med roe-læssespor.
- Karleby station i km 11,9 med omløbsspor og to læssespor samt vandforsyning til lokomotiverne. Lå i landsbyen Eget nordvest for Karleby.
- Bellinge sidespor i km 13,7 med læsserampe for roer. Trinbræt fra 3. december 1931.
- Egebjerg station i km 15,9 øst for landsbyen Sønder Kirkeby.
- Sønder Ørslev station i km 19,2 med omløbsspor og læssespor med stikspor til varehuset.
- Idestrup trinbræt i km 20,4 med læssespor. Senere holdeplads, stationsbygning uden varehus opført 1918.
- Sønder Vedby trinbræt i km 23,8 fra 1928 med perron på begge sider af landevejen Nykøbing-Stubbekøbing. I banens sidste år flyttet til Sønder Vedby Skovhuse i km 24,3.
- Nykøbing F Station i km 27,1 med hovedkontor og enkeltsporet remise – forbindelse med Lollandsbanen og Sydbanen.
- Nagelsti trinbræt i km 30,1 fra 1928. Her grenede Nystedbanen fra Lollandsbanen, som i 1996 oprettede Øster Toreby Station her.
- Toreby trinbræt i km 32,6 fra 1927.
- Flintinge station i km 34,1.
- Fuglsang trinbræt i km 35,6 fra 1927 med læssespor. Lå i østkanten af Sønderskov ved vejen til Fuglsang hovedgård.
- Sløsserup trinbræt i km 36,6.
- Frejlev station i km 38,3. Varehuset blev senere udvidet med gødningslager.
- Frejlev Mejerivej trinbræt i km 39,2.
- Kettinge billetsalgssted i km 41,2. Fra 1913 station med stationsbygning og krydsningsspor.
- Nysted station i km 44,2 nordøst for byen med tosporet remise, drejeskive, kulgård, svinefold og 1,8 km havnebane, der gik i en stor bue øst og syd om byen og til havnen fra syd. Ved overskæringen syd for byen nær Skansen var der perron for udflugtstog med skolebørn.

Trinbrætterne havde venteskure af træ.

### Bevarede stationsbygninger
Stationsbygningerne blev tegnet af arkitekt H.C. Glahn. Stubbekøbing og Nysted havde særligt store stationsbygninger, mens de øvrige er næsten ens, Åstrup dog mindre med kun én skorsten. Kettinge og Idestrup, der er bygget senere, er lidt anderledes. Alle stationsbygninger er bevaret.
- Stubbekøbing: Havneplads 2
- Åstrup: Åstrup Stationsvej 1
- Horbelev: Torvegade 13
- Karleby: Eget Stationsvej 1
- Egebjerg: Egebjerg Stationsvej 3
- Sønder Ørslev: Jernbanevej 15
- Idestrup: Østersøvej 3
- Flintinge: Møllevej 14
- Frejlev: Nørrevej 33
- Kettinge: Sporet 6
- Nysted: Jernbanegade 24

## Trafik
I Nykøbing F afgik Nysted-togene fra en blind perron vest for hovedsporet, medens Stubbekøbing-togene afgik fra det østligste perronspor.
Nystedbanen var den eneste privatbane på Lolland, der ikke var i driftsfællesskab med Lollandsbanen, men den benyttede Lollandsbanens spor fra Nykøbing til Nagelsti. Denne strækning blev omlagt, da der i forbindelse med Fugleflugtslinjen blev bygget en ny jernbanebro (Frederik d. 9's Bro) over Guldborg Sund syd for den gamle bro.
Højeste hastighed på banen var fra starten 45 km/t. I 1927 indførtes motorvognsdrift, og 5 nye trinbrætter blev oprettet. Ved indsættelsen af skinnebusser i 1948 blev farten hævet til 75 km/t efter at overkørslerne var sikret.
I efterårsmånederne blev der kørt betydelige mængder roer til sukkerfabrikken i Nykøbing, men den holdt i 1961 op med at modtage roer med jernbane.
Økonomisk klarede banen sig godt indtil 1949-50, hvor det første gang blev nødvendigt at opkræve andel i driftunderskud fra kommunerne.

## Strækninger hvor banetracéet er bevaret
Flere vejstrækninger er anlagt på banens tracé: 4 km af Østersøvej syd om Sønder Ørslev og Idestrup, 2 km af Fuglsangvej mellem Nørre Frejlev og Kettinge og 4 km af Ålholmvej mellem Kettinge og Nysted og Wichmandsvej gennem Nysted. 5 km af banetracéet er bevaret som stier.
- En banesti Stubbekøbing-Ore starter ved siden af den faldefærdige motorvognsremise
- Jernbanebro over Fribrødre Å ved Rodemindesvej 2, hvis indkørsel ligger på banetracéet
- Sti på banetracéet mellem Sønder Vedby Skovhuse og Nykøbing Falster Vandrerhjem
- Høj dæmningsrest øst for vejen Ved Kohaven i Nykøbing
- På Øster Toreby Station er Nystedbanens skinner tv. bevaret som industrispor
- Banestien mellem Toreby trinbræt og Flintinge station går under Fugleflugtslinjen i en viadukt fra 1942[1]